# Ophiactis fuscolineata
Ophiactis fuscolineata är en ormstjärneart som beskrevs av Hubert Lyman Clark 1938. Ophiactis fuscolineata ingår i släktet Ophiactis och familjen bandormstjärnor. Inga underarter finns listade i Catalogue of Life.